# 방미
방미(본명: 박미애, 1960년 4월 27일~)는 대한민국의 가수이자 사업가이다.
방미는 고등학교 2학년이었던 1977년 MBC 탤런트 시험에 합격하여 여성 코미디로 데뷔하였으나,  1980년 '날 보러 와요'를 발표하면서 가수로 전향하였다. 1984년 동경음악제 은상, 1985년 KBS 방송가요대상 여자부문을 수상하였다. 
이후 사업가로 활동, 방미컴케이알, 뱅요가 대표를 맡고 있다.

## 학력
- 정신여자중학교(1976년 졸)
- 송곡여자고등학교(1979년 졸)
- 미국 브룩 대학교 뮤지컬연기연출학과(2001년)

## 데뷔
- 1978년 MBC 2기 공채 개그맨

## 정규 앨범
- 1980년 3월  데뷔 옴니버스 앨범 《나를 보러 와요》
- 1980년 7월  2집 《뜬 소문》
- 1981년 7월  3집 《주저하지 말아요》
- 1981년 12월  4집 《우리는 가야해》
- 1982년 9월  5집 《계절이 두번 바뀌면/내 맘 같을까》
- 1983년 7월  6집 《올 가을엔 사랑할거야》
- 1985년 1월  7집A 《바람새/다정한 연인들》
- 1985년 1월  7집B 《무등산/봉선화》
- 1985년 1월  8집 《세월은/난 이제 누굴 사랑할까/체크무늬 빨간 스커트》
- 1985년 10월  9집 《나의 사랑 대한민국/욕심 많은 여자》
- 1986년 3월 10집A 《사랑도 추억도/사랑이 이런거라면》
- 1986년 7월 10집B 《왜가리/사랑도 추억도》
- 1987년 봄   11집 《이렇게 춤을 춰봐요/이 몸은 바람이 아니오》
- 1988년 4월 12집 《어디 갔을까/나비의 꿈》
- 1991년 7월 13집 《미워요 당신/여자는 무엇으로 사는가》
- 1995년 5월 14집 《헤어질 수 없는 이유》
- 1996년 10월 15집 《이혼할 수 없는 여자》
- 2002년 1월 16집 《기다리지 마》

## 방송
- 2005년 SBS 《도전 1000곡》 게스트
- 2018년 KBS1 《아침마당》
- 2018년 KBS1 《TV는 사랑을 싣고》
- 2019년 MBC 에브리원 《비디오스타》

## 가족
- 여동생 박미숙